# Kättelviken
Kättelviken (Kettelvik) är en vik i Sundre socken på Gotland.
Vid Kättelviken och utefter kuststräckan söderut längsmed Husrygg har sedan gammalt sandstensbrytning förekommit. Brytningen kulminerade i slutet av 1800-talet och drevs vanligen av enskilda bönder som binäring i små brott, så kallade kulor. 1873 bildades Gotlands slipstensbolag för storskalig brytning av sandsten, och 1900 hade företaget omkring 150 anställda, vilket innebar en nedgång i den småskaliga sandstensbrytningen. Viss brytning och tillverkning har dock förekommit in i modern tid. Ett slipstensmuseum finns fortfarande i Kättelviken.